# Stig Bergelin

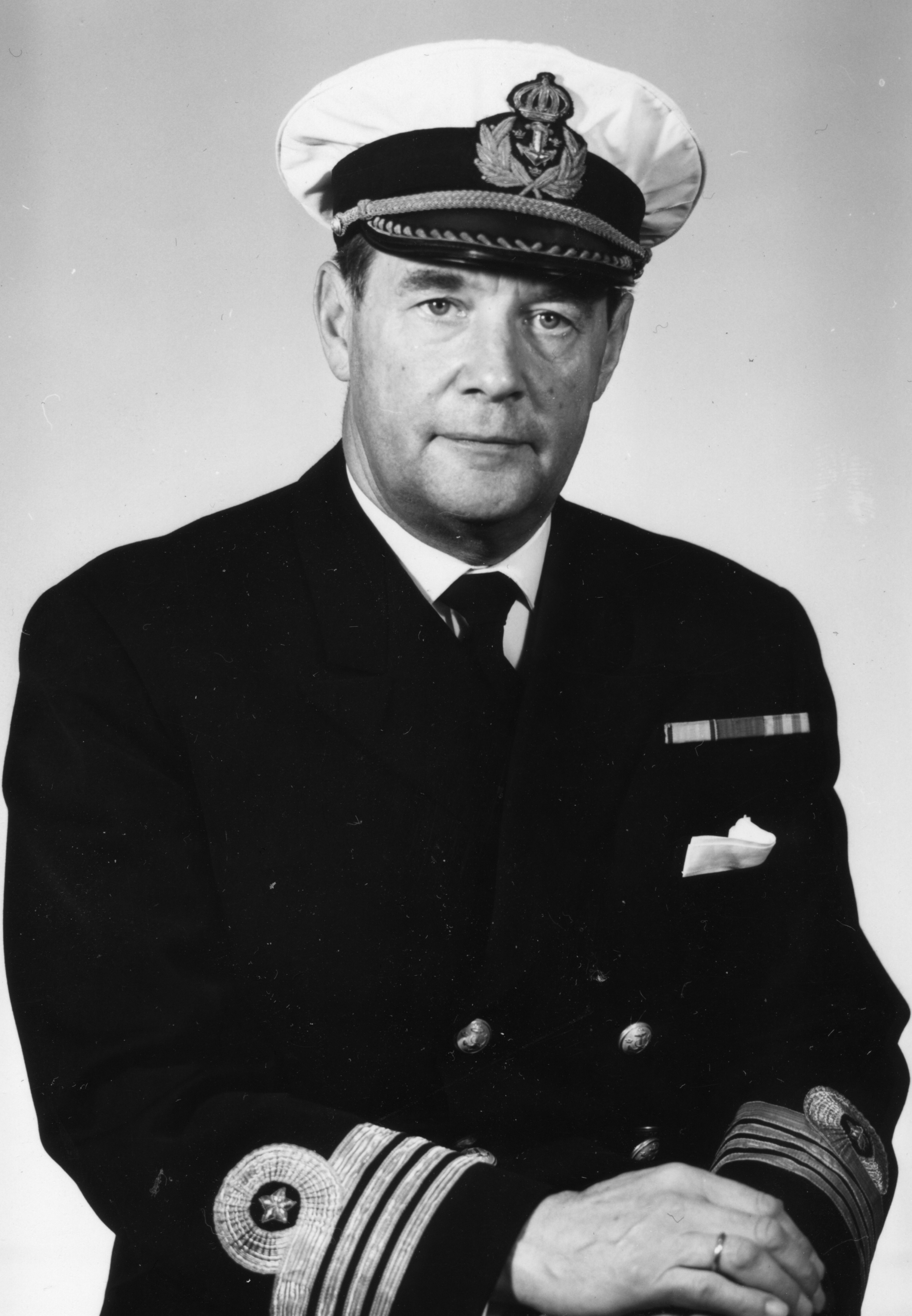
Stig Bergelin

Stig Olof Bergelin, född den 20 september 1905 i Karlskrona, död den 5 oktober 1983 i Nättraby församling, var en svensk sjömilitär.
Bergelin blev fänrik i flottan 1927, löjtnant 1930 och kapten 1939. Han befordrades till kommendörkapten av andra graden 1944, av första graden 1949, till kommendör 1955 och till konteramiral 1963. Bergelin var chef för marinens skolor på Berga 1956–1958, sektionschef vid Marinstaben 1958–1959, chef för Karlskrona örlogsvarv 1960–1961, tillförordnad chef för Marinkommando Syd 1963–1966 och verkställande direktör för Karlskronavarvet 1967–1969. Han skrev Lärobok i navigation (tillsammans med andra, 1945) och publicerade artiklar i facktidskrifter. Bergelin invaldes som ledamot av Örlogsmannasällskapet 1943. Han blev riddare av Svärdsorden 1946 och av Vasaorden 1948, kommendör av Svärdsorden 1959 och kommendör av första klassen 1962.
På kvällen den 5 oktober 1983 överfölls Bergelin och hans hustru av en psykiskt sjuk man när de befann sig utanför Stadsbiblioteket i Karlskrona. Bergelin avled av sina skador. Han vilar på Nättraby kyrkogård.